# 북촌항 (제주시)
북촌항은 제주특별자치도 제주시 조천읍 북촌리에 위치한 어항이다. 2004년 9월 23일 어촌정주어항으로 지정되었다. 관리청은 제주시, 시설관리자는 제주시장이다.

## 어항 연혁
북촌리 고두기 언덕 바위 그늘 유적과 약 3,000여년전의 신석기 시대 유물 500여점을 발견한 적이 있는데 북촌은 오랜 옛날부터 최소 단위집단으로 사람들이 계속해 살아온 여러 가지 자연환경 조건을 살펴 볼 때 북촌은 사람들이 살기 좋은 조건을 지니고 있다.
음료수의 경우도 제주시 동쪽으로 구좌읍까지 볼 때 북촌은 양질의 샘물(通泉)이 여러 곳에서 용출되어 삼양 신촌과 더불어 북촌 샘물은 식용수로서 최적합한 것이다.
또한 지금처럼 생업이 뚜렷하지 못했던 옛날의 경우 북촌바다 수산자원은 그 양이 풍부하고 다양하며 더구나 손쉽게 해산물을 채취할 수 있어 생활하기에 편리한 곳이다.

## 어항 구역
- 수역: 91,334m2[1]

## 어항 시설
1984년 방파제 80.5m 축조를 시작으로 현재까지 방파제 246m, 선착장 276m, 물양장 22m가 축조되어 있다.